# برندان مهمان
برندان مهمان (انگلیسی: Brendan Guest؛ زادهٔ ۱۹ دسامبر ۱۹۵۸) بازیکن فوتبال اهل بریتانیا است.
از باشگاه‌هایی که در آن بازی کرده‌است می‌توان به باشگاه فوتبال لینکولن سیتی، باشگاه فوتبال فارست گرین راورز، و باشگاه فوتبال سوئیندون تاون اشاره کرد.